# Rafik Belghali
Rafik Belghali (en arabe : رفيق بلغالي) , né le 7 juin 2002 à Louvain en Belgique, est un footballeur algérien qui joue au poste de latéral droit à l’Hellas Verona.

## Biographie

### En club
Né en à Louvain en Belgique de parents algériens, Rafik Belghali est plongée dans le football depuis petit. Il connaît pas moins de cinq clubs en jeunes dont le PSV Eindhoven.
Le 28 juin 2023, il signe jusqu’en 2026 au KV Malines.

### En sélection
En mars 2022, il est sélectionné pour la première fois avec l’Équipe d'Algérie espoirs de Noureddine Ould Ali pour une double confrontation contre la Mauritanie.

## Statistiques

### En club
| Saison                | Club                  | Championnat           | Championnat | Championnat | Championnat | Coupe(s) nationale(s) | Coupe(s) nationale(s) | Coupe(s) nationale(s) | Total | Total | Total |
| Saison                | Club                  | Division              | M.          | B.          | P.d.        | M.                    | B.                    | P.d.                  | M.    | B.    | P.d.  |
| 2020-2021             | Lommel SK             | Divison 1B            | 3           | 0           | 0           | -                     | -                     | -                     | 3     | 0     | 0     |
| 2021-2022             | Lommel SK             | Divison 1B            | 24          | 1           | 0           | 3                     | 0                     | 0                     | 27    | 1     | 0     |
| 2022-2023             | Lommel SK             | Divison 1B            | 17          | 6           | 3           | 1                     | 0                     | 0                     | 18    | 6     | 3     |
| Sous-total            | Sous-total            | Sous-total            | 44          | 7           | 3           | 4                     | 0                     | 0                     | 48    | 7     | 3     |
| 2023-2024             | KV Malines            | Divison 1A            | 9           | 2           | 1           | -                     | -                     | -                     | 9     | 2     | 1     |
| 2024-2025             | KV Malines            | Divison 1A            | 36          | 1           | 2           | 2                     | 0                     | 0                     | 38    | 1     | 2     |
| 2025-2026             | KV Malines            | Divison 1A            | 3           | 0           | 0           | -                     | -                     | -                     | 3     | 0     | 0     |
| Sous-total            | Sous-total            | Sous-total            | 48          | 3           | 3           | 2                     | 0                     | 0                     | 50    | 3     | 3     |
| 2025-2026             | Hellas Vérone         | Serie A               | -           | -           | -           | -                     | -                     | -                     | 0     | 0     | 0     |
| Total sur la carrière | Total sur la carrière | Total sur la carrière | 92          | 10          | 6           | 6                     | 0                     | 0                     | 98    | 10    | 6     |